# A Tribute to Sonata Arctica
A Tribute to Sonata Arctica ist ein Kompilationsalbum, das vom schottischen Label Ouergh Records herausgegeben wurde. Das Projekt startete als Crowdfunding-Projekt über Kickstarter und brachte £ 5946,00 ein.

## Entstehungsgeschichte
Das Projekt war startete am 6. Oktober 2014 als Kickstarter-Projekt. Bereits am 27. Oktober waren bereits 9 Bands angekündigt, die bei dem Album mitwirken werden: Xandria, Sunrise, Innvein, Majesty Of Revival, Celestial Wish, Disposable, Stream of Passion, Dyscordia und Timeless Miracle.
Der ursprüngliche Erscheinungstermin, den 3. Juni 2015, konnte nicht eingehalten werden. Am 12. September 2015 wurde schließlich das Album für den Download freigegeben, die geplante Veröffentlichung auf CD erfolgt bis heute nicht.
Das Cover wurde von Jan Yrlund, einem finnischen Designer, entworfen.

## Trackliste
| #  | Titel               | Interpret          | Länge |
| -- | ------------------- | ------------------ | ----- |
| 1  | „FullMoon“          | Timeless Miracle   | 5:09  |
| 2  | „I Have a Right“    | Stream of Passion  | 3:46  |
| 3  | „My Land“           | Dyscordia          | 4:44  |
| 4  | „Victoria’s Secret“ | Van Canto          | 4:48  |
| 5  | „Black Sheep“       | Sunrise            | 3:52  |
| 6  | „Don’t Say a Word“  | Xandria            | 6:08  |
| 7  | „Letter to Dana“    | ColdSpell          | 5:03  |
| 8  | „The Cage“          | Majesty of Revival | 4:37  |
| 9  | „Revontulet“        | Powerglove         | 1:33  |
| 10 | „Paid in Full“      | Celestial Wish     | 4:36  |
| 11 | „Wolf & Raven“      | Innvein            | 4:30  |
| 12 | „Replica“           | Arven              | 4:50  |
| 13 | „San Sebastian“     | Abandoned Stars    | 5:14  |
| 14 | „8th Commandment“   | Disposable         | 4:03  |
| 15 | „Wildfire“          | Xeno               | 4:04  |

## Kritiken
Siavash Nezhad von metal-observer meint: „Es ist fantastisch zu sehen, wie Sonata Arctica als eine der Größen des Power Metal-Genres anerkannt wird, und es ist fantastisch zu sehen, dass einige sehr prominente Bands Sonata Arctica sehr hoch schätzen.“ Zuvor kritisierte er das Cover von Xeno: Es sei zu Metalcore-lastig.

## Trivia
- Das Mastering übernahm der Bassist von Sonata Arctica Pasi Kauppinen
- Das Album enthält auch die erste Studioaufnahme der Band Timeless Miracle seit 2005.